# 朴南基
朴 南基（パク・ナムギ、1934年2月21日 - 2010年3月12日）は、朝鮮民主主義人民共和国の官僚、政治家。黄海南道海州市出身。2009年11月30日に北朝鮮でデノミネーション（デノミ）を行った担当者として、世界に知れ渡った。

## 出世
1980年代に朝鮮労働党中央委員に昇格した後、1990年代には経済畑を歩み国内屈指の経済通となった。その後、2000年代には朝鮮労働党計画財政部長に昇格している。聯合ニュースは、韓国統一研究院が発刊する「1994-2008金正日の現地指導動向」を分析し、2007年から金正日に随行する頻度が高まっていることを指摘している。

## 失脚・処刑
2009年11月30日、国内でウォンを100分の1にするデノミを実施。この指示を行った人物として朴南基の名が報道された。通貨の交換に当たっては一世帯あたり10万ウォン（非公式レートで約3,000円）の上限額が設けられ、それを超える現金は事実上、政府に没収されることとなった。このデノミ政策の失敗により失脚し、2010年3月12日に平壌で公開銃殺されたと報じられた。

## 参考
1. 1 2  “朴南基が３月１２日に平壌で公開銃殺…デノミの責任者”. DailyNK Japan（デイリーNKジャパン）. 2024年7月16日閲覧。
2. ↑  “北の権力構図、金総書記随行トップ10から見ると”. 聯合ニュース. (2009年11月27日) 2011年2月9日閲覧。
3. ↑  北朝鮮、デノミどのように（1）（中央日報）